# Dallocardia manueli
Dallocardia manueli is een tweekleppigensoort uit de familie van de Cardiidae. De wetenschappelijke naam van de soort is voor het eerst geldig gepubliceerd in 1993 door Prado.